# Campionati europei di ciclismo su strada 2022 - Cronometro maschile Elite
La cronometro maschile Elite dei Campionati europei di ciclismo su strada 2022, settima edizione della prova, si è disputata il 17 agosto 2022 su un percorso di 24 km con partenza ed arrivo a Fürstenfeldbruck, in Germania. La medaglia d'oro è stata vinta dallo svizzero Stefan Bissegger, il quale ha completato il percorso con il tempo di 27'05" alla media di 53,169 km/h; l'argento è andato all'altro svizzero, Stefan Küng, e il bronzo all'italiano Filippo Ganna.
Sul traguardo di Fürstenfeldbruck tutti e 35 i ciclisti, partiti dalla medesima località, hanno portato a termine la competizione.

## Ordine d'arrivo (Top 10)
| Pos. | Corridore        | Squadra     | Tempo   |
| ---- | ---------------- | ----------- | ------- |
| 1    | Stefan Bissegger | Svizzera    | 27'05"  |
| 2    | Stefan Küng      | Svizzera    | a 1"    |
| 3    | Filippo Ganna    | Italia      | a 8"    |
| 4    | Mikkel Bjerg     | Danimarca   | a 26"   |
| 5    | Maciej Bodnar    | Polonia     | a 36"   |
| 6    | Ben Healy        | Irlanda     | a 55"   |
| 7    | Kévin Vauquelin  | Francia     | a 1'11" |
| 8    | Morten Hulgaard  | Danimarca   | a 1'12" |
| 9    | Jos van Emden    | Paesi Bassi | a 1'21" |
| 10   | Tanel Kangert    | Estonia     | a 1'25" |